# 鉄子の育て方
『鉄子の育て方』（てつこのそだてかた）は、かわすみひろし（やまもり文雄：企画）による日本の漫画作品。『月刊ヤングマガジン』（講談社）にて、2014年3号より2015年7号まで連載された。2014年4月より6月までテレビドラマが放映された。

## ストーリー
テレビ局女子アナウンサー志望の二郷あずさは受けた地上波テレビ局全ての就職試験に落ち、失意の中訪れた鉄道専門のケーブルテレビ局「鉄道テレビ」への就職が決まった。しかもこの局、あずさ以外は全員「鉄オタ」で、あずさは戸惑いながらもアナウンサーとして活動を開始した。

## 登場人物
主な登場人物は#テレビドラマを参照のこと。

### その他の登場人物
原作だけで、ドラマ（実写）化されなかった登場人物。中には「ドラマ番外編」で本人（男性）として登場した人物もいる。
毛糸帽子のカメラマン
「鉄道テレビ」カメラマン。かいじの先輩格の中では（西枇杷島・神宮前を除く）最年長にあたる。
比較的目立たない存在だが、原作ではかいじの従属的キャラクターとして番組取材に参加している。
かいじ・神宮前らとは違い、女性の扱いに慣れてなく、熱田やイケメンディレクターと同じく「奥手男子同盟」となっている。
イケメンディレクター
「鉄道テレビ」スタッフ。毛糸帽子のカメラマンと同じくハードコアな鉄道マニア。
エレベーターで車掌がやるような安全確認をする（鉄道テレビが入るビル限定）。
顔では得しているが第一印象を越えられないので、あずさを含めて女子に対する扱いがあまり得意ではない。
あずさに一番テレビ局社員らしい人と評された。
源治
いすみ鉄道社員の古老で、鳥塚と共に鉄道好き。鉄道知識0のあずさに（鉄道の事を）教えてやりたいと思った。
飯島学子
第1巻・第5話「京急電鉄」に登場した京浜急行電鉄・広報担当。モデルは同広報の飯島学。
モデル同様、安全第一を体現するために「工事担当」の恰好をしている。
京急愛に満ちていて、特に800系（情熱の）「ダルマレッド」がお気に入り。
吉川正子（よしかわ まさこ）
第2巻・第8話「弘南鉄道」に登場した鉄道芸人。モデルはお笑いコンビダーリンハニーの吉川正洋。
東急沿線出身で、弘南鉄道で走る旧東急車両のリバイバル化構想の仕掛け人。
「鉄道テレビ」に入室したその場でかいじにハグして、かいじがあずさにおごるはずだった夕食資金の一部を（取材者としてチーム当事者に入りたいとの理由から）そちらに廻されてしまい、あずさに睨まれてしまう。だが、あずさがチームを取材している間に感慨にふけって自らも手伝いをするようになり、彼女は「見込みある」と見直された。
「東急愛」が強く、クイズ番組で初対面したかいじに「東急初代6000系」の問題を先に正解されてしまった時には激怒し、かいじとマネージャーを連れ出して朝まで「東急6000系」話で攻めた。
顔芸が苦手なあずさのことを「わかりやすい人」だと思った。その後、第3巻・第14話「北斗星」で横見浩子の連れとして乗車したが、あずさの連れ・榛名がさくら・横見に絡まれている間に、あずさと再会して二人で車窓を楽しんだ。
中田正子（なかだ まさこ）
第2巻・第8話「弘南鉄道」に登場した弘南鉄道社員。モデルは同社員・中田正志。
吉川の東急車両リバイバル化構想及び「鉄道テレビ」の取材に協力。
山田健子
第3巻・第12話「岳南電車」に登場した岳南電車（旧・岳南鉄道）・広報担当。モデルはタレントの前山田健一（ヒャダイン）。
さくらの番組「鉄道ジャンク」で取材を受けるが、社内（はやぶさ側）の事情から放送には至らなかった。
さくらは代案として（変装姿で）あずさに岳南線取材を打診し、「鉄道テレビ」は（あずさが強く推薦したことから）取材、放送と採用された。正式な取材の時は運転士の恰好で応じている。
初対面では、あずさにただの鉄道マニアと思われた（原作では実際、岳南愛から入社したから間違いではないが）。
同巻・第15話「鉄道写真」にも再登場した。
安中榛名
第3巻・第13話「時刻表」、第14話「北斗星」に登場。
あずさの出身大学でミスキャンパスの最有力候補であったが、自分の趣味を優先して辞退するほどの時刻表マニア。
大学内では「ダイヤの君」と呼ばれ、「時刻表の鬼」である父の影響を受けて、「JTB時刻表」を収集している。
人づてに彼女の噂を聞いたあずさが辞退した理由を問いただし、それが原因で二人は衝突した。だが、彼女に言わせれば「（あずさとは）ケンカするほど仲がいい」と発言していることから、あまり怒っていないらしい。
対立企画で手に入れた寝台特急「北斗星」の切符（元々はかいじのものだった）を手に入れ、あずさと二人旅をした。この時の（本来の）賞品は榛名が大好物のお菓子「東京ばなな」であった（原作では「東京ばんなな」と表記。あずさにとって、東京ばななはおまけのつもりで北斗星の切符を賞品と勘違いしたらしい）。
彼女自身は井川さくらのことが苦手で、「北斗星」で遭遇したさくらに絡まれて困惑した。
時刻表のことで、かいじと語り合って意気投合したのと同時に、かいじに恋心を覚えるようになった。
広田尚子
第3巻・第15話「鉄道写真」に登場。モデルは鉄道写真家・広田尚敬。
昭和25年の中学時代に初めてカメラを手に入れてから、（最初は小さい軽便の）鉄道写真を撮影し始める。
昭和33年の23歳に「鉄道写真家」デビューする。
「鉄道テレビ」にたびたび出演していて、かいじが師匠として尊敬している人物。
あずさは自分中心的な写真撮影やブログ立ち上げをしていたが、彼女とかいじの話を聞いて改めて自分のブログや写真を見て茫然となり、考えを改めた（広田自身は「鉄道テレビ」に興味があり、あずさのブログも初回から全て閲覧していた）。
モデルの息子・広田泉も同名で女性化して原作に出演している。
本間俊子
第3巻・第16話「えちごトキめき鉄道」に登場した、新潟の第三セクター鉄道えちごトキめき鉄道の総務課長。
モデルは同社の本間俊栄。
北陸新幹線延伸に伴う新潟県内並行在来線三セク化で入社、あずさたち「鉄道テレビ」の取材に応対した。
かいじは開業の祝言を上げ、熱田はひとめぼれをした。
比企恒子（ひき つねこ）
第3巻・第17話（最終回）「伊豆急100系」に登場。「伊豆急愛」のある鉄道好き。
モデルは比企恒裕（当時は伊豆急企画部長）。
伊豆急グループ会社から伊豆急本社に戻り、クモハ103の観光列車化に尽力する。
「鉄道テレビ」の取材（旅番組企画）に自ら立候補して、ツアー車掌を引き受けた。
福島泰子（ふくしま やすこ）
第3巻・第17話（最終回）「伊豆急100系」に登場。比企と同じく鉄道好き。
モデルは福島泰彦（当時は伊豆急社長）。
比企にクモハ103復活計画（50周年記念事業）の人道指揮を頼んだ。
箱根賀サキ（はこねが さき）
あずさの大学時代からの友人で、初回と第13話と最終回などに登場している。
暴走しがちなあずさに対するブレーキ役。
かいじに恋慕して、鉄分が上昇しつつあるあずさに呆れている。

## 単行本
- かわすみひろし 『鉄子の育て方』 講談社〈ヤンマガKCスペシャル〉、全3巻
  1. 2014年7月23日発売、ISBN 978-4-06-382493-3
  2. 2015年1月6日発売、ISBN 978-4-06-382554-1
  3. 2015年7月6日発売、ISBN 978-4-06-382632-6

## テレビドラマ
2014年4月7日より7月1日まで、名古屋テレビ放送（メ〜テレ）にて放送。全12話。ドラマと、鉄道テレビが制作している番組の編集作業として放映する『さ〜て つなぐかな』の2部構成となっている。『さ〜て つなぐかな』で編集している番組『鉄道クイズバラエティ アイドル“鉄”工場』がミニコーナーとして挿入される。
番組エンディングに「このドラマはフィクションですが鉄道への熱い思いは事実です。」というテロップが入る。

### キャスト
二郷あずさ（にごうあずさ） - 小林涼子
主人公。「鉄道テレビ」専属アナウンサー。愛知県豊田市猿投町出身。
入社当初、先輩スタッフの鉄道オタクぶりに呆れていたが、先輩たちと取材相手などの影響で鉄分が上昇しつつ、かいじに惹かれてしまう。
最初は鉄道嗜好はまったくなかったが「鉄道模型」には興味があり、矢幅に教えてもらったことがある。
伊豆急行取材時には“ちょい鉄”になっていて、かいじ・熱田たちの鉄ヲタぶりに突っ込むことはなくなった。
浜かいじ - 相馬圭祐
「鉄道テレビ」アシスタントディレクター。あずさの相棒で教育係、あずさの行く末を心配している。
撮り鉄で、列車に乗るのも好きだが最近は「車両撮影」に着目している（あずさに乗車券を横取りされても怒らなかった）。
あずさが鉄道に興味を持ってくれるのは嬉しいが、それはそれで彼女が暴走しないかを憂いている。
特にあずさが自撮り棒を持ち出したことには、快く思っていない。
モデルは作者のかわすみひろしの高校時代の同級生。
井川さくら - 安田美沙子
地上波の民放キー局「はやぶさテレビ」の看板女子アナ。通称「イガプン」。あずさの憧れの存在であり、勝手に「ライバル」ともみなされている。変装してあずさたち「鉄道テレビ」の社員にお節介することもある。
受け持ち番組は3代目リポーターとして出演の『鉄道ジャンク』の他、『イガプン・デート』がある。
最初はあずさのことを気にも留めていなかったが、あずさの鉄道アナウンサーとしての存在が高まると、嫉妬めいた表情を見せるようになった。
「鉄道アナウンサー」を自称するが、入社当初は鉄道知識はゼロであった。だが、鉄道旅自体は嫌いではなく、増毛による鉄道知識の刷り込みで知識も徐々に高まった。
神宮前 - 村上航
「鉄道テレビ」ディレクター（プロデューサー（第10話）も兼ねる）。いわゆる「乗り鉄」。西枇杷島と「鉄道テレビ」を立ち上げた。社内では創立スタッフで、家に帰らない事が多かったが、3巻あたりでは帰宅するようになった。
昭和40年生まれ。あずさ、かいじ、熱田に（鉄道がらみが多い）お説教をすることもある。
ブルートレインの中ではあけぼのに対する思い入れが強く、また駅弁は冷めても美味しいと力説する。
熱田 - 杉山彦々
「鉄道テレビ」ディレクター。いわゆる「音鉄」。なかなか取材同行させてもらえず、社内では日蔭の存在だが、彼の編集技術はネットユーザーに一目置かれる。駅弁のことで、神宮前と衝突したことがあった。
教育係の名目であずさといつも鉄道取材に同行するかいじに嫉妬している。
社内ではさくらと一番仲がいい。そのため、二人で（特に階下の居酒屋で一緒に）いることも多い。
増毛 （ましけ）- 三又又三
「はやぶさテレビ」の鉄道番組「鉄道ジャンク」プロデューサー。かいじの元上司で、かいじはあずさの将来を託すために頭を下げた。
さくらが三代目レポーターとなったことで番組が開花したことに対して、ほっとしている（その上でさくらと組んで大人の鉄道旅行番組を立ち上げようとするが、長泉に面白くないと却下される）。
特牛（こっとい） - 水野勝（BOYS AND MEN）
「鉄道ジャンク」ディレクター。
居酒屋の店長 - ハリウッドザコシショウ、両角周
「鉄道テレビ」が入居するビルにある居酒屋の店長。変装して来店するさくらを承知しているが、ほかの客同様に「知らぬふり」を通している。
長泉なめり - 入江崇史
「はやぶさテレビ」の社長。未知なる可能性を秘めたあずさをヘッドハンティングしようと思っている。
西枇杷島 - 六角精児
「鉄道テレビ」制作局長。寝台特急「あけぼの」に強い思い入れがある。社内では一番偉い人らしい。
漫画ではあずさの顔写真に一目ぼれして採用しており、自らのTシャツにあずさの写真をプリントアウトしているほどである。
同時に青森県の居酒屋で機密情報を漏らして、それがTwitterでネット拡散されたために、取引先担当者の手老善子を怒らせるなど倒産危機に陥らせたことがあったが、あずさの機転で免れた。
あずさが（かいじ・広田尚子による助言から、自分の撮影方針を改めてお払い箱にした）自撮り棒を譲り受けて、ご満悦。

#### 『アイドル“鉄”工場』
グランシャリオ吉川 - 吉川正洋（ダーリンハニー）
鉄道ガールズ - ウェザーガールズ

#### ゲスト
各話のメインのゲストはそれぞれ、鉄道マニアの著名人をモデルに女性化している。
南田裕子 - 岸明日香（#1）
モデルはホリプロのマネージャー、南田裕介。ドラマでは「鉄道テレビ」での共演のみだが、原作では他に第12話（3巻）で、あずさや京子を岳南線への旅に連れて来たことがある。
鳥塚亮子 - 夏川純（#2・3）
モデルはいすみ鉄道社長、鳥塚亮。
鉄道に無知すぎるあずさに呆れたが、あずさやかいじたち「鉄道テレビ」の取り組みに関心し、持ち込み企画を了承した。
SUPER BELL"Z（#4・5）
野月貴子 - 伊瀬茉莉也（#4・5）
モデルは「SUPER BELL"Z」メンバー・野月貴弘。
「鉄子の部屋」で突っ込み待ちの笑いを取ろうとしたあずさに怒るが、あずさによるエアトレインの上達に感服した。
マスター月光 - 野月貴弘（#5）
エアトレイン界では伝説的な存在の人物で通称「音鉄の貴公子」。あずさは熱田の紹介で彼からエアトレインを学ぶ。
横見浩子 - 八木菜々花（#6・7）
モデルは鉄道ライター、横見浩彦。あずさは彼女の萌えっぷりに呆れるどころか、感化されていった。
原作では他に第3巻で吉川と「北斗星」乗車、あずさたち「鉄道テレビスタッフ」と「えちごトキめき鉄道」を取材している。
列車の中でさくらと出会い、意気投合した。
村井美樹 - 村井美樹（#8）
女性のため本人をそのままモデルにしている。あずさは「取材」の一環として男装して、彼女と模擬デートをした。
村井美樹のマネージャー - 泉知束（#8）
原作では「マネージャーの駒井」として登場している。
渡辺雅子 - 杉原杏璃（#9）
モデルは放送作家、渡辺雅史。原作では第2巻・第8話「弘南鉄道」にも男性として登場。
矢幅貴子 - 丸高愛実（#10）
モデルは鉄道模型製作者、矢幅貴至。京子のことを心配して、（京子の取材をするために彼女に相談して来た）あずさに託す。
かつては弟子である京子と鉄道模型店・ポポンデッタでよく鉄道模型を楽しんでいたが、京子の彼女に対する依存が高い事から、彼女の将来を憂いて心を鬼にして、現職につくとともに一緒に居なくなった（現職自体も忙しいので、京子の相手をするのは難しい）。
京子があずさの取材を受けることには賛成で、自主性につながると考えている。
ゴハチの京子 - 伊藤みう（仮面女子）（#10）
矢幅を｢鉄道模型」の師匠として尊敬しており、本名は「長泉京子」で、上記の長泉なめりの娘である。
最初はあずさのことは避けていたが、矢幅の話で接近し、あずさの男装に一目ぼれする。
さくらによれば、京子は人見知りするタイプで、あずさだけでなくさくらの取材依頼も警戒して断られた。
原作では他にあずさと供に南田に連れられて岳南線の旅に行ったことがある。
コバプン - 小林さり（#10）
井川さくらが担当していた番組の後任。
鉄道模型店の店員 - 勇翔（BOYS AND MEN）（#10）
鉄道模型店の常連客 - ロビンフット（#10）
店の常連客の一人、京子を「御姫様」と（心中と影で）呼んでいる。京子は自分の鉄道模型を店内で動かしては、執事のセバスチャンに引き取りに行くように頼む。
手老善子 - 矢吹春奈（#11・12）
モデルはジェイアール東日本企画所属のイベントクリエイター、手老善。西枇杷島の情報漏洩に激怒して、一度は「鉄道テレビ」に対して契約不履行を言い渡すも、あずさの真摯な仕事ぶりに感服して契約を再開する。

### スタッフ
- 監督 - 古厩智之
- 脚本 - 上野耕一郎
- 音楽 -  大野恭史
- チーフプロデューサー - 濱千代治彦（メ〜テレ）
- 制作 - メ〜テレ、ティーズ
- 製作著作 - 鉄子の育て方製作委員会

### 主題歌
オープニングテーマ「スタートアップ!」
歌 - BOYFRIEND
エンディングテーマ「Like You ♡ Anyway」
歌 - ウェザーガールズ

### 放送局
| 放送地域       | 放送局                                                      | 放送期間                      | 放送日時                               | 放送系列       | 備考                       |
| -------------- | ----------------------------------------------------------- | ----------------------------- | -------------------------------------- | -------------- | -------------------------- |
| 中京広域圏     | メ〜テレ（NBN）                                             | 2014年4月7日 - 7月1日         | 月曜 24:20 - 24:50（火曜 0:20 - 0:50） | テレビ朝日系列 | 制作局                     |
| 中京広域圏     | メ〜テレ（NBN）                                             | 2014年4月10日 - 7月3日        | 木曜 4:30 - 5:00                       | テレビ朝日系列 | 再放送                     |
| 熊本県         | 熊本朝日放送（KAB）                                         | 2014年5月29日 -               | 木曜 26:00 - 26:30（金曜 2:00 - 2:30） | テレビ朝日系列 |                            |
| 静岡県         | 静岡朝日テレビ（SATV）                                      | 2014年7月1日 -                | 火曜 26:05 - 26:35（水曜 2:05 - 2:35） | テレビ朝日系列 |                            |
| 沖縄県         | 琉球朝日放送（QAB）                                         | 2014年7月4日 -                | 金曜 9:55 - 10:25                      | テレビ朝日系列 |                            |
| 北海道         | 北海道放送（HBC）                                           | 2014年9月14日 -               | 日曜 24:58 - 25:28（月曜 0:58 - 1:28） | TBS系列        |                            |
| 新潟県         | 新潟テレビ21（UX）                                          | 2014年10月4日 -               | 土曜 25:45 - 26:15（日曜 1:45 - 2:15） | テレビ朝日系列 |                            |
| 岩手県         | 岩手朝日テレビ（IAT）                                       | 2014年12月27日 - 2015年1月4日 | 深夜帯で連続放送                       | テレビ朝日系列 |                            |
| 鳥取県・島根県 | 日本海テレビ（NKT）                                         | 2015年1月5日 - 3月30日        | 月曜 26:04 - 26:34（火曜 2:04 - 2:34） | 日本テレビ系列 |                            |
| 全国放送       | エンタメ〜テレ☆シネドラバラエティ                           | 2014年7月6日 -                | 日曜 14:30 - 15:00                     | CS放送         |                            |
| 全国放送       | MONDO TV                                                    | 2015年2月2日 -                |                                        | CS放送         |                            |
| シンガポール   | Hello! Japan                                                | 2015年2月17日 -               | 火曜 21:30 - （現地時間）              |                |                            |
| 大阪府         | テレビ大阪（TVO）                                           | 2015年4月7日 - 6月30日        | 火曜 25:35 - 26:05（水曜 1:35 - 2:05） | テレビ東京系列 |                            |
| 山形県         | 山形テレビ（YTS）                                           | 2015年7月1日 -                | 火曜 24:50 - 25:20（水曜 0:50 - 1:20） | テレビ朝日系列 |                            |
| 東京都         | 東京メトロポリタンテレビジョン・サブチャンネル（TOKYO MX2） | 2015年7月20日 - 9月28日       | 日曜 24:00 - 24:30（月曜 0:00 - 0:30） | 独立局         | 最終週のみ2話連続、1時間枠 |

### 映像ソフト化
2014年9月24日、メ〜コレよりDVD全6巻およびDVD-BOX Vol.1・Vol.2が発売された。

## 作中の関連団体

### 鉄道テレビ
あずさが西枇杷島に気に入られて、（女子アナ戦線背水の陣で）入社した鉄道系ケーブルテレビ局。東京某所のとあるビルの上層階にある小さな会社、その中に撮影所などがある。
番組数は多くないらしく、あずさ主演の番組「鉄子の部屋」がメインとなる。スタッフも少ないので、1人が様々な担当をする。

### はやぶさテレビ
あずさが憧れる大手テレビ局で、看板アナウンサー・井川さくらが所属する。井川が出演していた「鉄道ジャンク」は1代・2代目レポーターが鉄道に無理解なために、やる気が皆無で視聴率もあまりよくなかった。
しばらくしてから、（少し鉄子の要素がある）井川さくらが3代目レポーターに就任してから視聴率が上昇していった。かいじは1代リポーター時代のスタッフであったが、彼女のやる気のなさに嫌気がさして、増毛の慰留を振り切って「鉄道テレビ」へ転職した。